# Julia Mächtig
Julia Mächtig (ur. 1 stycznia 1986 w Rostocku) – niemiecka lekkoatletka, wieloboistka.

## Osiągnięcia
- brązowy medal mistrzostw świata juniorów (Grosseto 2004)
- srebro mistrzostw Europy juniorów (Kowno 2005)
- 9. lokata na halowych mistrzostwach Europy (Birmingham 2007)
- brąz młodzieżowych mistrzostw Europy (Debreczyn 2007)
- 9. miejsce na mistrzostwach świata (Berlin 2009)
- 16. lokata podczas mistrzostw świata (Daegu 2011)
- 30. miejsce podczas igrzysk olimpijskich (Londyn 2012)
- 7. miejsce na halowych mistrzostwach Europy (Göteborg 2013)
- 17. miejsce na mistrzostwach świata (Moskwa 2013)
- wielokrotna mistrzyni Niemiec

## Rekordy życiowe
- siedmiobój lekkoatletyczny – 6430 pkt. (2013)
- pięciobój lekkoatletyczny (hala) – 4556 pkt. (2007)